# Кайсер, Джеймс Керн
Джеймс Керн (Кей) Кайсер (англ. James Kern "Kay" Kyser, 18 июня 1905 — 23 июля 1985) — американский музыкант, руководитель популярного джаз-оркестра 1930-х и 1940-х годов.

## Биография
Джеймс Кайсер родился в Роки-Маунт (Северная Каролина), в семье фармацевтов Пола Байнума Кайсера и Эмили Ройстер (Хауэлл) Кайсер. После школы поступил в Университет Северной Каролины, в котором учился в 1923—1927 годы. Там же впервые проявил свои таланты музыканта и руководителя, став лидером группы поддержки университетской спортивной команды..
После окончания университета Кайсер решил организовать собственный джаз-оркестр, в который кроме него изначально вошли Салли Мэйсон (саксофон) и Джордж Дюнинг (аранжировщик). В этом составе они отправились в турне по США, давая концерты в ресторанах и ночных клубах. Немного позднее Кайсер придумал особый формат выступления, сочетавший в себе концертные номера с элементами викторины. Себе он взял псевдоним Ol' Professor, а своё шоу назвал Kollege of Musical Knowledge с намеренно неверным написанием первого слова (kollege вместо college). Шоу было замечено критиками и в формате радиошоу Кайсер многие годы вёл его на радио NBC. В 1943 году к группе присоединилась Джорджия Кэрол — модель и актриса, через год вышедшая за Кайсера замуж. В этом браке родилось трое детей. 26 февраля 1941 года Кей Кайсер был первым руководителем оркестра, который выступил на фронте перед военнослужащими. Особой популярностью пользовалась песня «Praise the lord and pass the ammunition».
В 1950-е годы Кайсер обратился к религии и решил завершить карьеру в шоу-бизнесе. Он стал активным последователем учения Христианской науки. В 1970-е возглавил церковное подразделение радио- и телепрограмм в Бостоне, стал его почётным президентом в 1983 году..
Умер в Чапел-Хилл в 1985 году в возрасте 80 лет, похоронен на старом городском кладбище.